# Сальдивия, Алан
Алан Габриэль Сальдивия Васкес (исп. Alan Gabriel Saldivia Vázquez; род. 6 апреля 2002, Ривера) — уругвайский футболист, защитник клуба «Коло-Коло».

## Клубная карьера
Сальдивия — воспитанник клубов «Монтевидео Сити Торке» и чилийского «Коло-Коло». 10 апреля 2023 года в поединке Кубка Чили против «Сантьяго Сити» Алан дебютировал за основной состав последних. 23 апреля в матче против «Палестино» он дебютировал в чилийской Примере. 